# The Town That Dreaded Sundown
The Town That Dreaded Sundown (bra: Assassino Invisível) é um filme norte-americano de 2014, do gênero terror, dirigido por Alfonso Gomez-Rejon.